# Andreas Henig
Andreas Henig (* 26. Oktober 1988) ist ein deutscher Straßenradrennfahrer aus Badenweiler.
Andreas Henig wurde 2006 deutscher Vizemeister im Einzelzeitfahren der Juniorenklasse.
Im 2007 konnte er die Gesamtwertung des Tobago International für sich entscheiden. 2008 wurde er deutscher Zeitfahrmeister in der U23-Klasse. Bei der Weltmeisterschaft in Varese belegte er den neunten Platz im U23-Einzelzeitfahren. Bei den Einzelzeitfahren der Rothaus Regio Tour und dem Chrono Champenois wurde er jeweils Zweiter.
Ende der Saison 2010 beendete er seine Karriere als Berufsradfahrer.

## Erfolge
2008
- Deutscher Meister – Einzelzeitfahren (U23)

## Teams
- 2007 Atlas Romer’s Hausbäckerei
- 2008 Atlas Romer’s Hausbäckerei
- 2009 Atlas Romer’s Hausbäckerei (bis 17.06.)
- 2009 Team Kuota-Indeland (ab 18.06.)
- 2010 Seven Stones